# AREA21
AREA21 je hudební duo sestávající z nizozemského DJ Martina Garrixe a amerického zpěváka a rappera Maejora.
Popularními se stali poté, co Martin Garrix vydal jejich skladbu "Spaceships", která byla poprvé představena během Ultra Music Festivalu 2016, kde byl Martin Garrix headliner. Duo je spjato s nahrávací společnosti STMPD RCRDS, kterou založil Martin Garrix. Jejich totožnosti byly dosud neznámé navzdory spekulacím, že po boku Martina Garrixe je jeden nebo více zpěváků. Prostřednictvím médií a žurnalistiky bylo duo AREA21 popsáno jako "nový vedlejší projekt Martina Garrixe". Jejich logo se skládá ze dvou cizinců, kteří jsou uvnitř kosmické lodi. Spekulovalo se, že zpěvákem by měl být Asher Roth, nicméně se později oficiálně potvrdilo že zpěvákem a rapperem tohoto dua je Maejor. Jejich skladba "Spaceships" skončila na 3. místě Spotify Viral 50. Hned poté 23. května 2016 vydali skladbu "Girls" . Následující rok, dne 23. června 2017 vydali skladbu "We Did It". Dne 1. prosince 2017 vydali svůj čtvrtý singl "Glad You Came", který byl poprvé představen během setu Martin Garrixe na Ultra Music Festivalu 2017.  
Dne 9. února 2018 vydalo duo AREA21 svůj pátý singl "Happy". Tento singl byl vydán společností STMPD RCRDS. Videoklip je založený na tančících austronautech Farrela Sweeneyhe jménem "Trať". Dne 8. března 2019 vydali další titul s názvem "Help".
Dne 24. října 2020 Martin Garrix během rozhovoru na TikToku potvrdil, že vydají album. Datum vydání bylo dříve stanoveno na březen 2021, nicméně během otázek a odpovědí s Martinem Garrixem na Instagramu k oslavě pátého výročí STMPD RCRDS Garrix oznámil, že album vyjde v dubnu 2021. Area21 vydali singl „La La La“ z jejich chystaného alba.

## Podstata titulu "Help"
V titulu "Help" posílají cizinci zprávu lidstvu formou hudby. Titul pojednává o dnešních celosvětových problémech. V textech se objevují fráze, které narážejí na dnešní zkaženou společnost jako např.:
"We came to your planet, but we have to leave" - přišli jsme na vaši planetu, ale museli jsme ji opustit
"Hard together, you look at your screens. That's your problem, how can you be so naive?" - Je to těžké, když tu jsme všichni spolu, ale vy jen koukáte do svých mobilů
"People killing others 'cause of they beliefs" - Lidé zabíjejí ostatní kvůli své víře
"Saw too many things we didn't want to see" - Viděli jsme věci, které jsme vidět nechtěli
"We hope you recognise what's right. Waiting, patient, til' the time is right for us to save it" - Doufáme že si uvědomíte co je správně, dokuď je ještě čas to zachránit

## Skladby
| Title           | Year | Album             | Label                                               |
| --------------- | ---- | ----------------- | --------------------------------------------------- |
| "Spaceships"    | 2016 | Non-album singles | - STMPD Records - Epic Amsterdam - Sony Netherlands |
| "Girls"         | 2016 | Non-album singles | - STMPD Records - Epic Amsterdam - Sony Netherlands |
| "We Did It"     | 2017 | Non-album singles | - STMPD Records - Epic Amsterdam - Sony Netherlands |
| "Glad You Came" | 2017 | Non-album singles | - STMPD Records - Epic Amsterdam - Sony Netherlands |
| "Happy"         | 2018 | Non-album singles | - STMPD Records - Epic Amsterdam - Sony Netherlands |
| "Help"          | 2019 | Non-album singles | - STMPD Records - Epic Amsterdam - Sony Netherlands |
| "La La La"      | 2021 | Z nevydaného alba | - STMPD - Hollywood Records                         |
| "Pogo"          | 2021 | Z nevydaného alba | - STMPD - Hollywood Records                         |